# Médavy
Médavy est une commune française, située dans le département de l'Orne en région Normandie, peuplée de 153 habitants.

## Géographie
La commune se situe à l'entrée de la plaine d'Argentan, à la limite du Bocage normand et du Perche. Elle est limitée au nord par l'Orne et son affluent le Don et à son origine au sud-est par les ruisseaux de Gironde et du Rivage.
Sa superficie de 434 hectares en fait la commune la moins étendue du canton et de la communauté de communes du Pays de Mortrée. Il ne subsiste que deux exploitations agricoles.
Le sous-sol homogène et argileux donne des terres froides et difficiles à travailler, jadis propices au développement des herbages.

### Hydrographie
La commune est située dans le bassin Seine-Normandie. Elle est drainée par l'Orne, le Don, le cours d'eau 03 du Parc, le fossé 01 du Repos, le ruisseau de la Gironde et divers autres petits cours d'eau.
L'Orne, d'une longueur de 170 km, prend sa source dans la commune d'Aunou-sur-Orne et se jette  dans l'embouchure de l'Orne à Merville-Franceville-Plage, après avoir traversé 60 communes. 
Le Don, d'une longueur de 30 km, prend sa source dans la commune de Brullemail et se jette  dans l'Orne à Almenêches, après avoir traversé dix communes. 

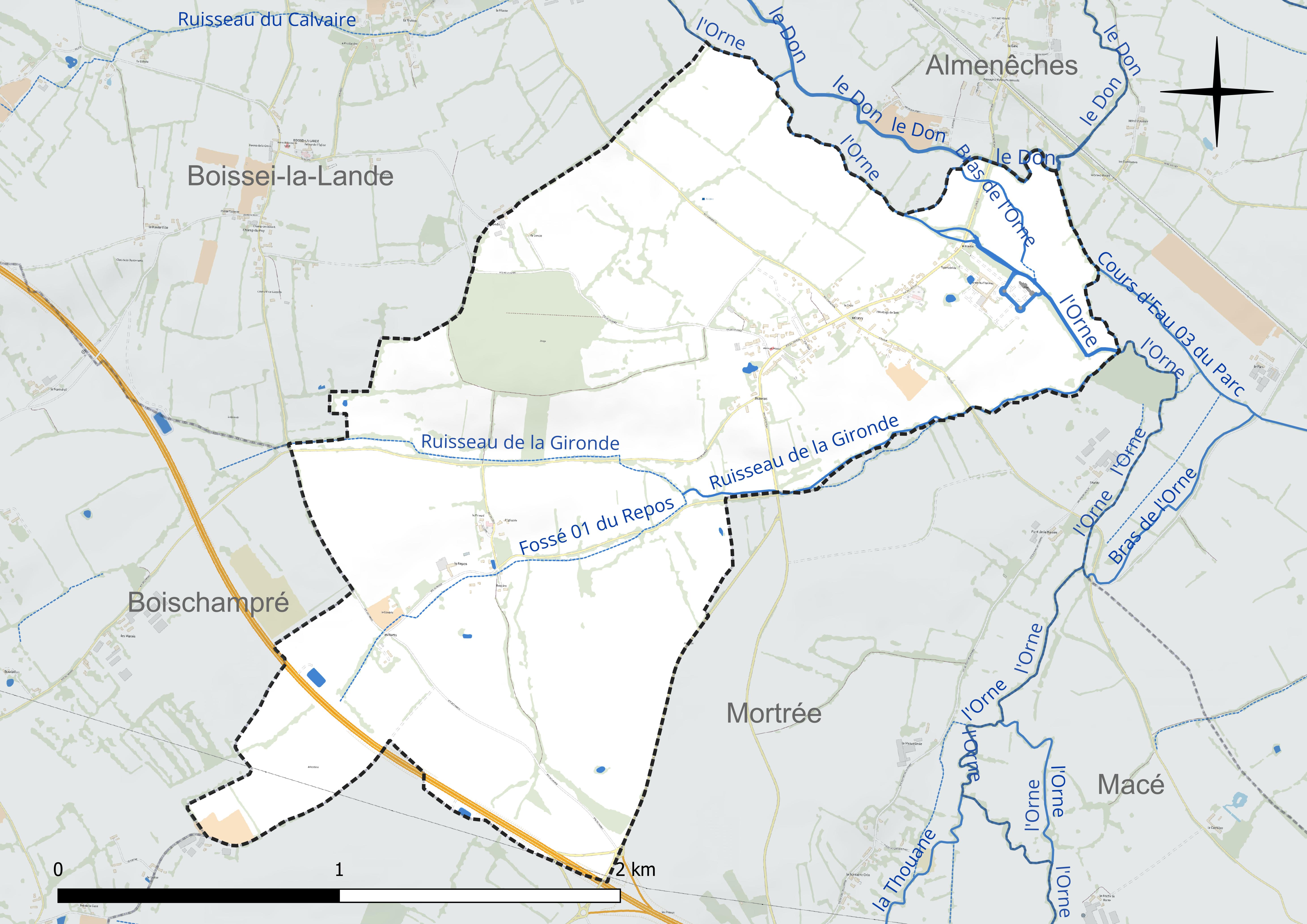
Réseau hydrographique de Médavy.

### Climat
Pour des articles plus généraux, voir Climat de la Normandie et Climat de l'Orne.
En 2010, le climat de la commune est de type climat océanique dégradé des plaines du Centre et du Nord, selon une étude du CNRS s'appuyant sur une série de données couvrant la période 1971-2000. En 2020, Météo-France publie une typologie des climats de la France métropolitaine dans laquelle la commune est dans une zone de transition entre le climat océanique et le climat océanique altéré et est dans la région climatique Normandie (Cotentin, Orne), caractérisée par une pluviométrie relativement élevée (850 mm/a) et un été frais (15,5 °C) et venté. Parallèlement le GIEC normand, un groupe régional d’experts sur le climat, différencie quant à lui, dans une étude de 2020, trois grands types de climats pour la région Normandie, nuancés à une échelle plus fine par les facteurs géographiques locaux. La commune est, selon ce zonage, exposée à un « climat des plateaux abrités », se caractérisant par une pluviométrie et des contraintes thermiques modérées mais aussi, par effet de continentalité, des températures plus contrastées qu'au nord dans la plaine de Caen, avec communément 10 à 15 jours par an de plus de froid en hiver et de chaleur en été.
Pour la période 1971-2000, la température annuelle moyenne est de 10,1 °C, avec une amplitude thermique annuelle de 13,8 °C. Le cumul annuel moyen de précipitations est de 716 mm, avec 11,8 jours de précipitations en janvier et 7,7 jours en juillet. Pour la période 1991-2020, la température moyenne annuelle observée sur la station météorologique la plus proche, située sur la commune du Pin-au-Haras à 8 km à vol d'oiseau, est de 10,6 °C et le cumul annuel moyen de précipitations est de 756,3 mm,. Pour l'avenir, les paramètres climatiques de la commune estimés pour 2050 selon différents scénarios d’émission de gaz à effet de serre sont consultables sur un site dédié publié par Météo-France en novembre 2022.

## Urbanisme

### Typologie
Au 1er janvier 2024, Médavy est catégorisée commune rurale à habitat dispersé, selon la nouvelle grille communale de densité à sept niveaux définie par l'Insee en 2022.
Elle est située hors unité urbaine. Par ailleurs la commune fait partie de l'aire d'attraction d'Argentan, dont elle est une commune de la couronne,. Cette aire, qui regroupe 50 communes, est catégorisée dans les aires de moins de 50 000 habitants,.

### Occupation des sols
L'occupation des sols de la commune, telle qu'elle ressort de la base de données européenne d’occupation biophysique des sols Corine Land Cover (CLC), est marquée par l'importance des territoires agricoles (94 % en 2018), une proportion identique à celle de 1990 (94 %). La répartition détaillée en 2018 est la suivante : 
prairies (50,7 %), terres arables (43,1 %), zones urbanisées (6 %), zones agricoles hétérogènes (0,2 %). L'évolution de l’occupation des sols de la commune et de ses infrastructures peut être observée sur les différentes représentations cartographiques du territoire : la carte de Cassini (XVIIIe siècle), la carte d'état-major (1820-1866) et les cartes ou photos aériennes de l'IGN pour la période actuelle (1950 à aujourd'hui).

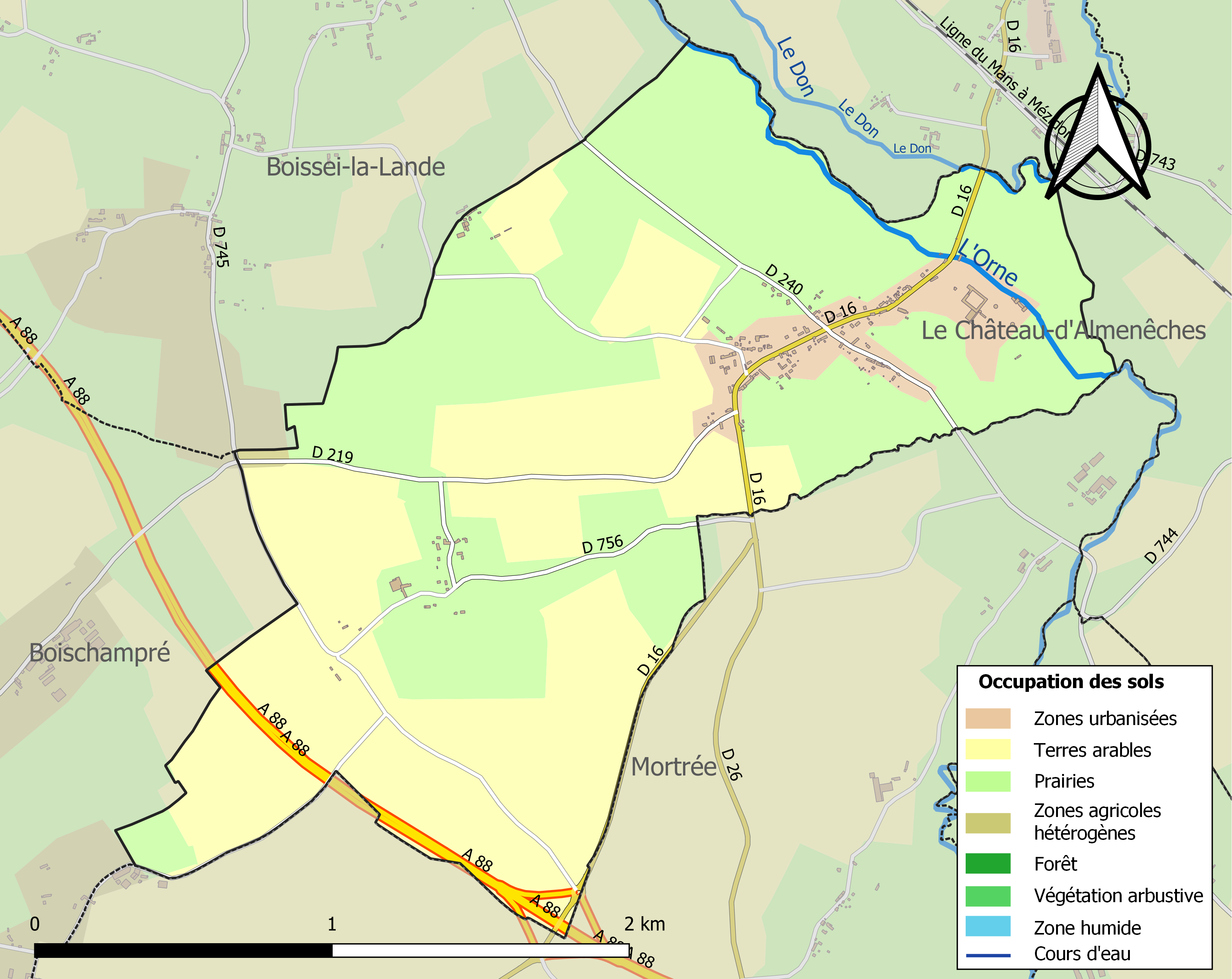
Carte des infrastructures et de l'occupation des sols de la commune en 2018 (CLC).

## Toponymie
Le nom de la localité est attesté sous les formes Mesdavid en  1129, de Mansodavid en 1147.
De l'oïl mes « maison de campagne, ferme » et l'anthroponyme David.

## Histoire
L'histoire de la commune est liée à celle de son château qui défendait le passage de l'Orne au croisement de deux voies antiques. La place-forte, érigée au XIIe siècle fut démantelée en 1630 et a cédé à la place à un château du XVIIIe siècle (V. ci-dessous).
Le plus ancien seigneur connu est Hugues de Médavy gouverneur d'Alençon en 1113.
En 1822, Médavy (280 habitants en 1821) absorbe Le Repos (155 habitants) au sud-ouest de son territoire.

## Politique et administration
| Période                                  | Période   | Identité        | Étiquette | Qualité             |
| ---------------------------------------- | --------- | --------------- | --------- | ------------------- |
| juin 1995                                | mars 2008 | Antoine Karcher | SE        |                     |
| mars 2008                                | En cours  | Vincent Six     | SE        | Conseiller agricole |
| Les données manquantes sont à compléter. |           |                 |           |                     |

## Démographie
L'évolution du nombre d'habitants est connue à travers les recensements de la population effectués dans la commune depuis 1793. Pour les communes de moins de 10 000 habitants, une enquête de recensement portant sur toute la population est réalisée tous les cinq ans, les populations de référence des années intermédiaires étant quant à elles estimées par interpolation ou extrapolation. Pour la commune, le premier recensement exhaustif entrant dans le cadre du nouveau dispositif a été réalisé en 2005.
En 2022, la commune comptait 153 habitants, en évolution de +0,66 % par rapport à 2016 (Orne : −3,21 %, France hors Mayotte : +2,11 %).
La population est de 157 habitants alors que la commune en comptait plus de 400 en 1822.
| 1793 | 1800 | 1806 | 1821 | 1836 | 1841 | 1846 | 1851 | 1856 |
| ---- | ---- | ---- | ---- | ---- | ---- | ---- | ---- | ---- |
| 275  | 242  | 334  | 280  | 303  | 306  | 300  | 301  | 303  |

| 1861 | 1866 | 1872 | 1876 | 1881 | 1886 | 1891 | 1896 | 1901 |
| ---- | ---- | ---- | ---- | ---- | ---- | ---- | ---- | ---- |
| 304  | 265  | 241  | 236  | 218  | 206  | 200  | 204  | 194  |

| 1906 | 1911 | 1921 | 1926 | 1931 | 1936 | 1946 | 1954 | 1962 |
| ---- | ---- | ---- | ---- | ---- | ---- | ---- | ---- | ---- |
| 192  | 197  | 177  | 203  | 174  | 162  | 204  | 205  | 184  |

| 1968 | 1975 | 1982 | 1990 | 1999 | 2005 | 2006 | 2010 | 2015 |
| ---- | ---- | ---- | ---- | ---- | ---- | ---- | ---- | ---- |
| 155  | 151  | 152  | 159  | 169  | 154  | 157  | 149  | 151  |

| 2020 | 2022 | - | - | - | - | - | - | - |
| ---- | ---- | - | - | - | - | - | - | - |
| 152  | 153  | - | - | - | - | - | - | - |

## Lieux et monuments
- Château de Médavy : reconstruit de 1705 à 1723 sur les ruines d’une ancienne forteresse dont subsistent deux tours du XVe siècle, la tour Saint-Pierre et la tour Saint-Jean (transformée en chapelle). Trois ponts permettent d’accéder à la cour d’honneur. Le château est entouré de jardins à la française.
- L'ancien prieuré Notre-Dame et son église[25], dans le hameau du Repos.

## Personnalités liées à la commune
- Foulques du Merle (~1239-1314), seigneur de Médavy, maréchal de France.
- La famille d'Osmond, dont une branche cadette portait le nom d'Osmond de Médavy. Dans cette branche, on peut notamment citer Charles Antoine Gabriel d’Osmond (1723-1793), évêque de Comminges.
- François Rouxel de Médavy († 1617), évêque comte de Lisieux.
- François Rouxel de Médavy († 1691), neveu du précédent, évêque de Séez (1651-1671) et archevêque de Rouen (1671-1691).
- Jacques Rouxel de Grancey de Médavy (1603-1680), maréchal de France.